# Saint-Christophe-du-Jambet
Saint-Christophe-du-Jambet település Franciaországban, Sarthe megyében. Lakosainak száma 231 fő (2022. január 1.). Saint-Christophe-du-Jambet Moitron-sur-Sarthe, Ségrie, Assé-le-Riboul, Beaumont-sur-Sarthe, Juillé és Piacé községekkel határos.

## Népesség
A település népessége az elmúlt években az alábbi módon változott:
| Lakosok száma | 217  | 224  | 232  | 233  | 232  | 232  | 231  | 231  | 231  |
|               | 2013 | 2015 | 2016 | 2017 | 2018 | 2019 | 2020 | 2021 | 2022 |